# Kogenheim
Kogenheim ist eine französische Gemeinde mit 1241 Einwohnern (Stand 1. Januar 2021) an der Ill im Département Bas-Rhin in der Region Grand Est (bis 2015 Elsass).
Sie verfügt über einen Bahnhof an der Bahnstrecke Strasbourg–Basel sowie über eine Autobahnausfahrt an der Autoroute A 35.

## Geschichte
Im Quellenverzeichnis „Regnum Francorum online“ (RFO) wird Kogenheim zwischen 650 und 788 fünfmal genannt. Doch sind die beiden ersten Einträge zweifelhaft: 650/700 soll das Kloster Ebersmünster in „Chagenheim“ Besitz gehabt haben, doch fehlt darüber eine Originalurkunde (RFO RegAls 067). 720 soll das Kloster Odilienberg hier begütert gewesen sein, doch gilt dieser Eintrag zumindest als verfälscht, wenn nicht sogar als Fälschung (RFO RegAls 096). Erhalten sind die weiteren Einträge, besonders die im „Liber Donationum“ des Klosters Weißenburg von 742 und 780, die die Wissenschaft als echt betrachtet (RFO TradWiz 052 + 113). Erstaunlicherweise bekam das weit entfernte Kloster Fulda 788 auch hier in „Chachenheim“ Besitz, doch ist diese Quelle ebenfalls echt und die mitgenannten Orte (fast alle im Elsass gelegen) sprechen dafür, dass Güter in Kogenheim an das Kloster Fulda geschenkt wurden (RFO FUB 176).

## Bevölkerungsentwicklung
| 1962 | 1968 | 1975 | 1982 | 1990 | 1999 | 2006 | 2019 |
| ---- | ---- | ---- | ---- | ---- | ---- | ---- | ---- |
| 1033 | 1064 | 936  | 932  | 867  | 842  | 1049 | 1267 |

## Sehenswürdigkeiten

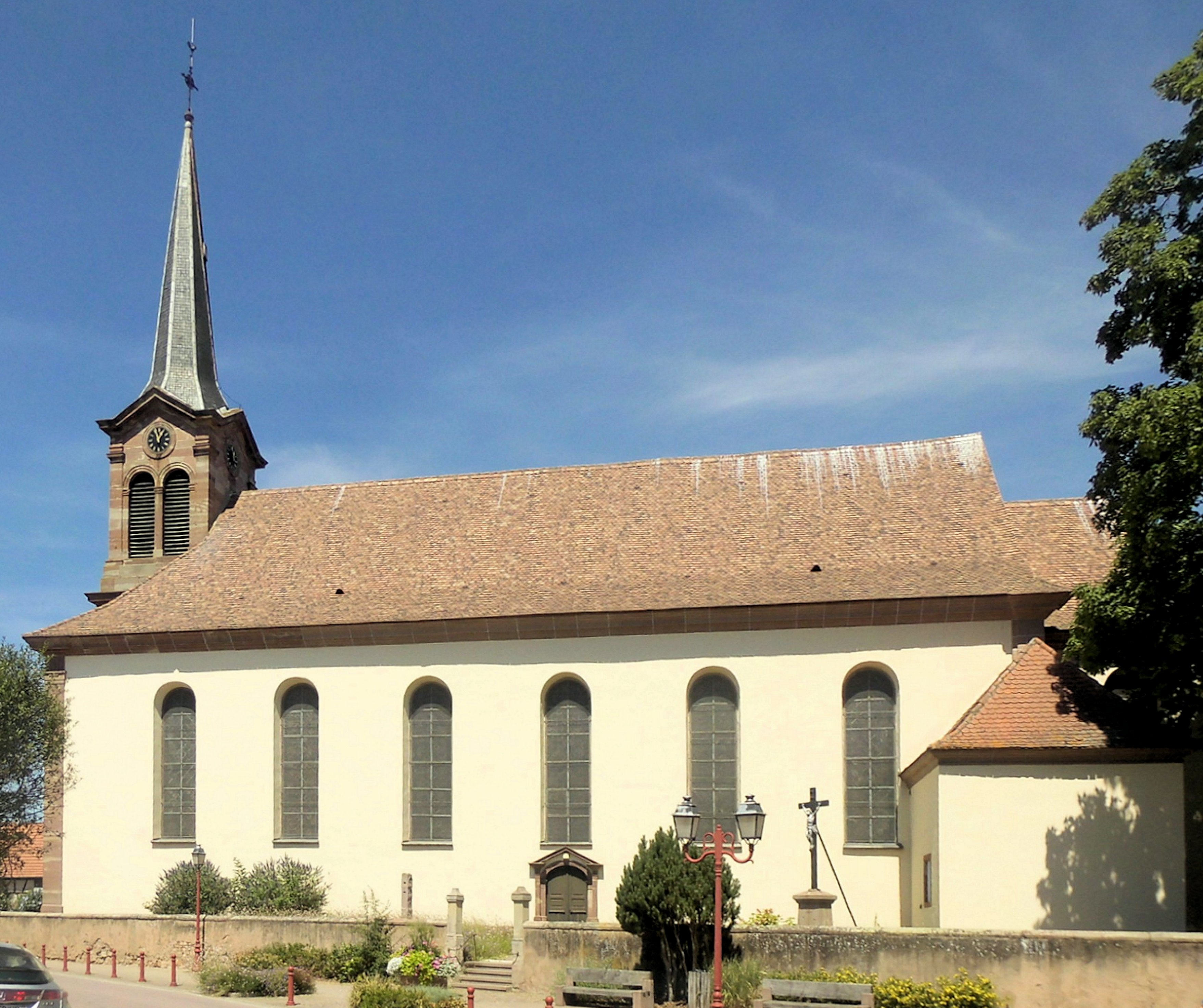
Kirche St. Leodegar
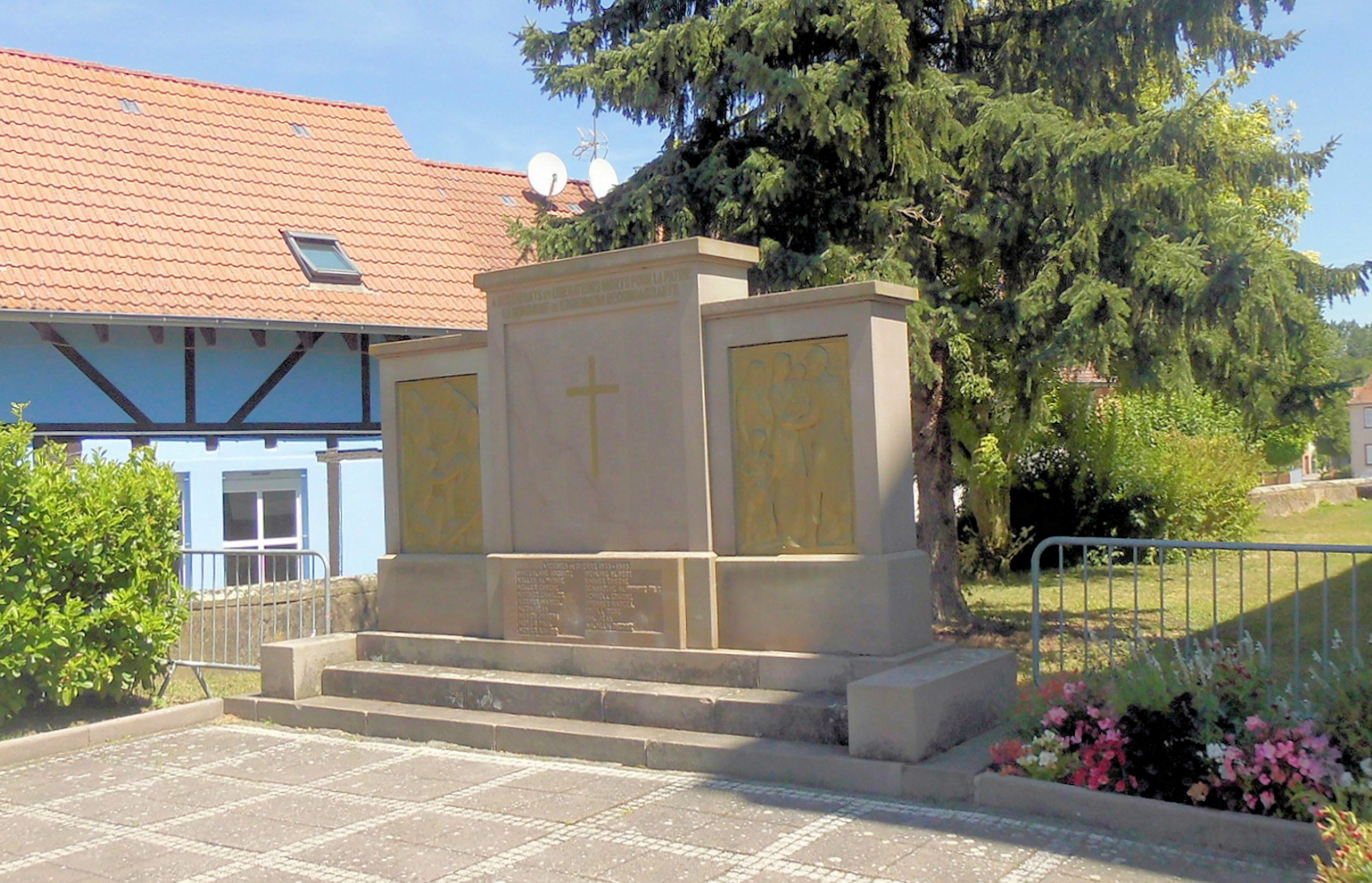
Gefallenendenkmal
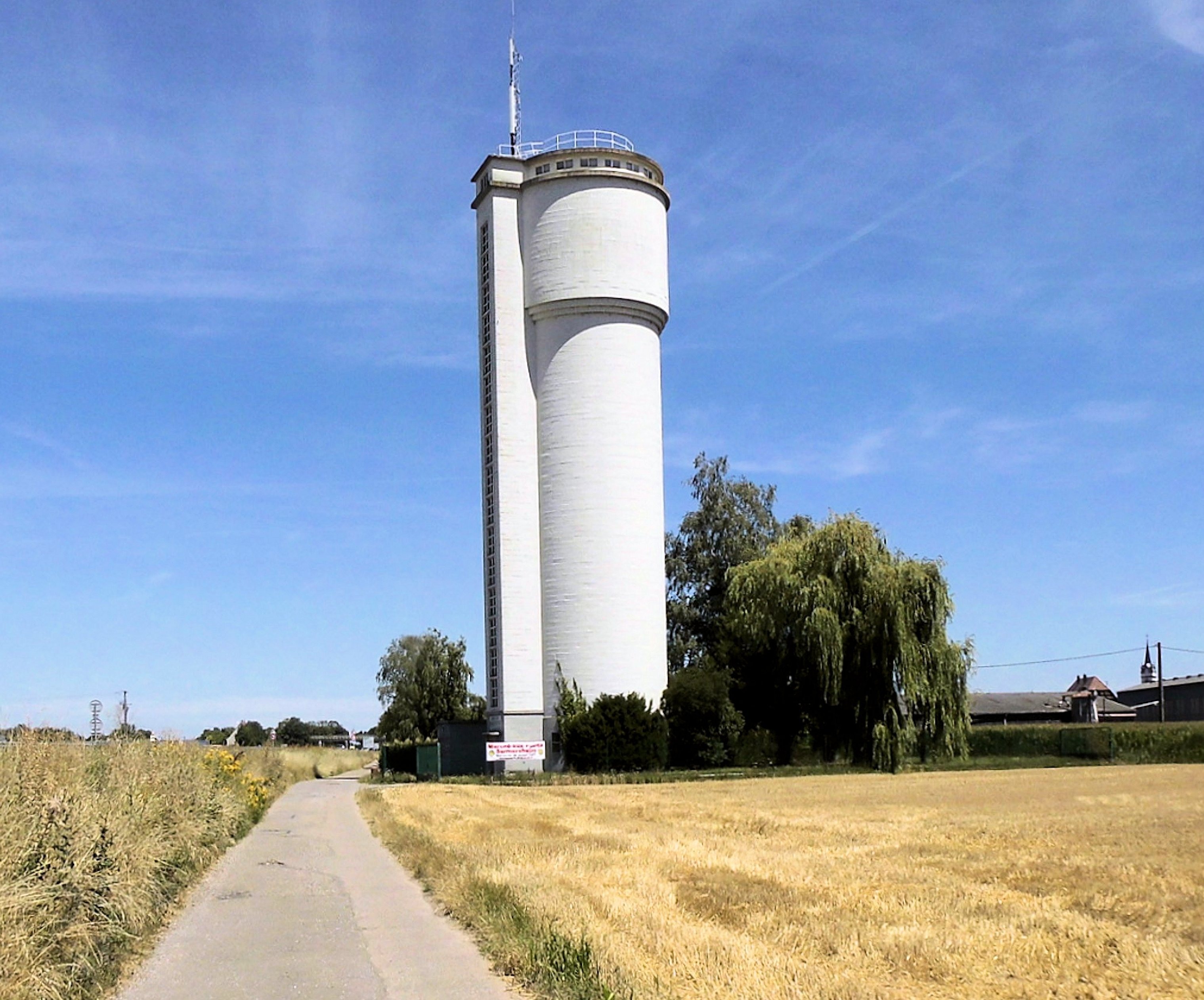
Wasserturm

- Kirche St. Leodegar
- Gefallenendenkmal
- Wasserturm